# Burnaburiaš II.
Burnaburiaš II., na kraljevskih napisih in v pismih kasitsko Bur-na- ali Bur-ra-Bu-ri-ia-aš, kar pomeni   služabnik ali varovanec vladarja vsega sveta, je bil kasitski kralj Babilonskega kraljestva, ki se je takrat imenovalo Karduniaš. Vladal je od 1359 do 1333 pr. n. št., kjer se kratka in srednja kronologija stekata. Bil je devetnajsti kralj Kasitske dinastije in naslednik Kadašman-Enlila I., ki je bil verjetno njegov oče. Vladal je 27 let. Bil je sodobnik egipčanskega faraona Ehnatona. 
Burnaburiašu se pripisuje pregovor  »čas preverjanja knjig je pastirska preizkušnja«, pripisan v pismu njegovega agenta Mar-Isarja kasnejšemu kralju Esarhadonu.
Burijaš je bil kasitski bog groma, ki je morda ustrezal grškemu Boreasu.

## Dopisovanje z Egiptom
Diplomatska korespondenca med Burnaburiašem in egipčanskimi faraoni se je ohranila v devetih Amarnskih pismih, označenimi z EA (za El Amarna) 6 do 14. Na začetku njegove vladavine so bili odnosi med kraljestvoma prijateljski. Med njima je bilo sklenjenih tudi nekaj dinastičnih porok. 
»Od takrat, ko so moji predniki in vaši predniki sklenili vzajemno izjavo o prijateljstvu, so se med seboj bogato obdarovali in niso zavrnili nobenega zahtevka po čem lepem.« Burnaburiaš je bil obseden s tem, da so ga v Egiptu sprejemali kot enakovrednega vladarja, in je faraone pogosto naslavljal z   »brati«. Ehnatonu je pošiljal darila, konje, lapis lazuli in druga drage kamne in od njega dobival slonovino, ebenovino in zlato.
Odnosi so se kmalu poslabšali. Burnaburiaš se na EA 10  pritožuje, da je bila pošiljka zlata premajhna, in ves iz sebe omenja, da je imel faraon dve leti priprtega njegovega odposlanca.:49–50 Faraonu očita, ker mu ni poslal sožalja, ko je bil bolan,:14–25 ko je bila v teku poroka njegove hčerke, pa je bilo za njeno spremstvo v Egipt poslanih samo pet vozov.:21–22  Seznam poročnih daril (tablica EA 13)  je bil dolg štiri kolone in 307 vrstic.
Zaskrbljujoče niso bile samo državne zadeve: »Če želiš kaj dobiti iz moje dežele, mi piši in jaz ti bom to poslal, če pa bom jaz kaj želel iz tvoje dežele, ti bom pisal in upam, da bom to dobil«.:13–17  Skrhali so se tudi trgovinski odnosi. Burnaburiaš se na EA 8 pritožuje, da so egipčanski vazali Kanaanci oropali in umorili babilonske trgovce. Zahteval je maščevanje in Šum-Addo, sina Balummeja, in Šuttatno, sina Šarata Akke, imenoval »zlobna hudodelca«.:8–42
Burnaburiaš se v svojih pismih faraonom ni obotavljal opomniti jih na njihove obveznosti in omenjati stare zvestobe:
V času Kurgalzuja, mojega prednika, so mu Kanaanci pisali: »Pridi na mejo države, da se lahko upremo, in se ti bomo pridružili«. Moj predhodnik jim je na to odgovoril: »Pozabite na zvezo z menoj. Če postanete sovražniki egipčanskega kralja in se povežete s kom drugim, bom prišel v vašo deželo in jo oplemnil«. Zaradi vaših prednikov jih moj prednik ni poslušal.
— Burnaburiaš II., tablica EA 9, BM 29785, od vrstice 19 dalje
Odgovor Egipčanov na Burnaburiaševo pismo se ni ohranil, Abdi-Heba, kanaanski župan Jeruzalema, ki je bil takrat majhno hribovsko mesto, pa je v EA 287   zapisal, da so kasitski agenti poskušali priti v njegov dom in ga umoriti:
Kar zadeva Kasite ... Čeprav je moja hiša dobro utrjena, so poskušali zakriviti zelo velik zločin. Vzeli so svoja orodja in jez sem moral preko streh iskati zatočišče. Če bo (faraon) poslal vojake v Jeruzalem, naj pridejo z garnizonom za redno službo ... In vas prosimo, da Kasite obtožite za zlo dejanje. Kasiti so me skoraj ubili v lastni hiši. Naj kralj opravi preiskavo v zvezi s tem.
— Abdi-Heba, tablica EA 287
Ohranilo se je tudi pismo (EA 12) s spravljivim odgovorom  mārat šarri (princese) njenemu  mbé-lí-ia (gospodu), morda Nefretete Burnaburiašu II. Pismo je igrivo, odkritosrčno, včasih zlovoljno odrezavo in morda prikriva zvijačne igrice med njima. V pismu so pohvale za zagotavljanje želenih proizvodov in pretnje, ki se nanašajo predvsem na Burnaburiaševo hlinjeno ignoranco, češ da je razdalja med državama velika in potovanje karavan traja štiri mesece. V tem delu gre morda za odziv na Burnaburiaševo kritiko, da mu je Ehnaton poslal premalo zlata, ali morda samo za preskušanje Burnabiriaševe vojaške moči.

## Mednarodni odnosti
Diplomacija s sosednjim Elamom je potekala preko dinastičnih porok. Novobabilonski prepis literarnega besedila, pisanega kot pismo,  zdaj v Muzeju prednjeazijskih kultur v Berlinu, je elamski kralj naslovil na kasitski dvor. V njem je podrobno opisano rodoslovje elamskih kraljev v tistem času. V njem je podatek, da je Pahir-Iššan poročen s sestro Kurigalzuja I. in njun sin Untaš-Napiriša zaročen z Burnaburiaševo hčerko. Slednja bi lahko bila Napir-asu, katere kip brez glave  je razstavljen v pariškem Louvreu.
Hetitski kralj Šupiluliuma I. je bil zelo verjetno poročen z neko drugo Burnaburiaševo hčerko. Njegova tretja in zadnja žena, ki je bila kasneje znana kot Tavanana, je bila morda vzrok za njegovo nevtralnost med mitansko nasledstveno krizo. Šupiluliuma ni odobril azila pobeglemu mitanskemu kralju Šattivazi, ampak mu je namesto tega ponudil položaj vazalnega kralja zmanjšanega Mitanija.  Po mnenju Šupiluliumovega pastorka Muršilija II. je Tavanana postala težavna, spletkarska in morilska, tako kot njegova žena, in bila nazadnje izgnana. Njegovo pričevanje je ohranjeno v dveh obtožujočih molitvah.
Kasitski vpliv je segal do Bahraina, starodavnega Dilmuna, kjer so v Nipurju odkrili dve pismi kasitskega uradnika Ilī-ippašra, poslani med vladavino Burnaburiaša II. ali njegovega neposrednega naslednika dilmunskemu guvernerju Ililiju ali Šandabaku Nipurskemu. V prvem se Ili-ippašra pritožuje, da so pripadniki anarhističnega lokalnega plemena Ahlamu pokradli njegove datlje in da sam proti njim ne more storiti ničesar, v drugem pa, da o njem zagotovo govorijo sovražno in ga ropajo.

## Notranje zadeve
V drugi polovici 14. stoletja pr. n. št. se je pod Burnaburiašem II. in njegovimi nasledniki izrazito povečala gradbena dejavnost. Gradile in obnavljale so se predvsem verske zgradbe. Napisi na treh tečajih vrat in opeki, od katerih so nekateri še vedno na svojem mestu, pričajo o njegovi obnovi Ebabarja sončnega boga  Šamaša v Larsi. Na tablici prošnja k bogu Enlilu, na opeki pa je omenjeno delo na velikem podstavku kipa Eikurja Ninlilskega v Nipurju. Trinajst vrstic dolg dvojezični napis je verjetno prav njegov.  Na popisu inventarja templja v Uru so Burnaburiaš II. in njegovi nasledniki omenjeni kot dobrotniki. Napis na Nabonidovem valju omenja Burnaburiaševa dela na siparskem temenosu.
Ohranjenih je približno 87 gospodarskih besedil, odkritih med več izkopavanji v Nipurju. Besedila so ključ za povezovanje datumov do 27. vladarskega leta. Veliko besedil se ukvarja z zasužnjenimi delavci, ki so očitno delali pod prisilo, saj so nekateri od njih omenjeni kot ZÁH (begunci) in ka-mu (vklenjeni). Več tisoč prisilnih delavcev je bilo očitno zaposlenih v gradbeništvu, ženske pa v tekstilni industriji. V državi se je razvil režim, ki je omejeval njihovo gibanje in preprečeval njihov beg.  Med druga besedila spadata zapisa o prerokovanju iz živalske drobovine. Zdi se, da je Nipur užival položaj druge babilonske prestolnice. Prisotnost kraljevega spremstva s številnimi pisarji bi lahko pomenila, da so se slednji ukvarjali z vodenjem poslovnih dokumentov lokalnega prebivalstva. 

## Karahardaš, Nazibugaš in dogodki ob koncu njegovega vladanja
Kasneje med njegovim vladanjem je egipčanski prestol zasedel Tutankamon, ki je na svojem dvoru sprejel asirskega kralja Ašur-ubalita I. Burnaburiaša je sprejem osupnil in prestrašil, ker je imel Asirce za svoje vazale. V pismu EA 9 je faraonu napisal:
»Zakaj ste jih sprejeli na svojem dvoru? Če sem vam kaj drag, ne sklepajte z njimi nobenih poslov! Domov naj se vrnejo praznih rok!«
Asirija, osvobojena mitanske nadoblasti, je med Burnaburiaševim vladanjem postala velika sila, ki je ogrožala severno mejo Babilonskega kraljestva.
Ašur-ubalit I. je, morda zaradi utrditve odnosov med kraljestvoma, poročil svojo hčerko Muballiṭat-Šērūo z Burnaburiašem II.  ali morda njegovim sinom Karahardašem. Zgodovinski viri s tem ne skladajo. Trenutno velja za pravega scenarij, ki ga je predlagal Brinkman. Slabo ohranjeno pismo iz berlinskega Pergamskega muzeja morda omenja njega in princeso ali  mārat šarri. Karahardaš je bil umorjen med uporom kasitske vojske leta 1333 pr. n. št., se pravi kmalu potem, ko je nasledil svojega očeta. Umor je spodbudil Ašur-ubalita, da je napadel Babilonijo, odstavil uzurpatorja Nazi-Bugaša ali Šuzigaša,  ki ga je instalirala vojska, in na prestol postavil Kurigalzuja II., katerega nekateri štejejo za Burnaburiaševega sina  ali sina Kadašman-Ḫarbeja. Ime slednjega je najverjetneje napačno napisano Karahardaševo ime. Obstaja več kot deset kraljevih napisov Kurigalzuja II., na katerih je kot njegov oče omenjen Burnaburiaš.

## Napisi
1. 1 2  EA 6, Burna-Buriaš to Nummuwarea (Amenhotep III): An offer of friendship, tablet VAT 149 v Vorderasiatisches Museum, Berlin, CDLI ORACC Translitercija Arhivirano 2017-03-05 na Wayback Machine..
2. ↑  EA 9, Burna-Buriaš to Nibḫurrereya (Tutankhamen?): "Ancient loyalties, new requests," tablet BM 29785 in the British Museum, London, CDLI ORACC Transliteracija Arhivirano 2017-03-05 na Wayback Machine..
3. ↑  EA 14, Egyptian king to Burna-Buriaš: "Inventory of Egyptian gifts," tablets VAT 1651 and VAT 2711 in the Vorderasiatisches Museum, Berlin, and 1893.1-41 in the Ashmolean Museum, Oxford, CDLI ORACC Transliteracija. Arhivirano 2017-03-05 na Wayback Machine.
4. ↑  EA 10, Burna-Buriaš to Napḫureya (Akhenaten): "Egyptian gold and carpenters," tablet BM 29786 in the British Museum, London, CDLI ORACC Transliteracija Arhivirano 2021-05-15 na Wayback Machine..
5. 1 2 3  EA 7, Burna-Buriaš to Napḫureya (Akhenaten): "A lesson in geography," tablet VAT 150 in the Vorderasiatisches Museum, Berlin, CDLI ORACC Transliteration Arhivirano 2017-03-05 na Wayback Machine.
6. ↑  EA 11, Burna-Buriaš to Napḫureya (Akhenaten): "Proper escort for a betrothed princess," tablet VAT 151 + 1878 in the Vorderasiatisches Museum, Berlin, CDLI ORACC Transliteration Arhivirano 2017-03-05 na Wayback Machine.
7. ↑  EA 13, Burna-Buriaš to Napḫureya (Akhenaten): "Inventory of a dowry," tablet VAT 1717 in the Vorderasiatisches Museum, Berlin, CDLI ORACC Transliteration Arhivirano 2017-03-05 na Wayback Machine.
8. 1 2  EA 8, Burna-Buriaš to Napḫureya (Akhenaten): "Merchants murdered, vengeance demanded," tablet VAT 152 in the Vorderasiatisches Museum, Berlin, CDLI ORACC Transliteration Arhivirano 2017-03-05 na Wayback Machine.
9. ↑  EA 287, Abdi-Heba to Egyptian Pharaoh: "A very serious crime," tablet VAT 1644 in the Vorderasiatisches Museum, Berlin, CDLI ORACC transliteracija Arhivirano 2017-03-05 na Wayback Machine.
10. ↑  EA 12, Princess to King: "A letter from a princess," tablet VAT 1605 in the Vorderasiatisches Museum, Berlin, CDLI ORACC Transliteration Arhivirano 2017-03-05 na Wayback Machine.
11. ↑  Sb 2731, Statue of Queen Napirasu, wife of Untash-Napirisha.
12. ↑  Shutruk-Nakhunte (?) to Kassite court, Tablet VAT 17020 CDLI
13. ↑  Bilingual inscription Sm. 699, K. 4807 + Sm. 977 + 79-7-8,80 + 79-7-8,314.
14. ↑  Temple inventory UET 4 143 (now = IM 57150).
15. ↑  Cylinder BM 104738, column I, lines 49 to 52.
16. ↑  Tablet VAT 11187 published as KAV 097 CDLI, line 1: [ka-ra-] ḫar-da-aš, and 3: a-ma DUMU MUNUS MAN di-mu.
17. ↑  The Synchronistic Chronicle (ABC 21), K4401a, Column 1, line A16.
18. ↑  Chronicle P (ABC 22), tablica BM 92701, vrstica 14.